# Air Tropiques
Air Tropiques es una aerolínea con base en Kinshasa, República Democrática del Congo. Efectúa vuelos de cabotaje, regionales y charter. Su base de operaciones principal es el Aeropuerto N'Dolo, Kinshasa.
La aerolínea se encuentra en la lista de aerolíneas prohibidas en la Unión Europea, por razones de seguridad.

## Historia
La aerolínea fue fundada en 2001 y comenzó sus operaciones en febrero de 2001. Tiene cincuenta empleados.

## Flota
La flota de Air Tropiques incluye los siguientes aviones (en septiembre de 2010):
- 1 Fokker F27 Mk100 (9Q-CLN)
- 1 Raytheon Beech 1900C Airliner (9Q-CEJ)
- 1 Raytheon Beech Super King Air 200 (9Q-CAJ)
- 1 Raytheon Beech King Air 100 (9Q-CEM) con Conversión Raisbeck y motores PT6-34 en lugar de los 28
- 1 Let-410 UVP (9Q-CEO)
- 1 Let-410 UVP-E (9Q-CFA)
- 1 Piper Seneca II (9Q-CSC)